# Liên Hoa, Đông Hưng
Liên Hoa là một xã thuộc huyện Đông Hưng, tỉnh Thái Bình, Việt Nam.

## Địa lý
Xã Liên Hoa nằm ở phía tây nam huyện Đông Hưng, có vị trí địa lý:
- Phía đông giáp xã Chương Dương và xã Minh Phú
- Phía tây giáp xã Hồng Bạch và xã Hồng Giang
- Phía nam giáp huyện Vũ Thư và xã Hồng Giang
- Phía bắc giáp xã Thăng Long.

Xã Liên Hoa có diện tích 6,48 km², dân số năm 2019 là 5.988 người, mật độ dân số đạt 924 người/km².
Quốc lộ 39A chạy qua phía đông bắc của xã, phía nam có sông Trà Lý chạy qua là ranh giới với xã Phúc Thành, huyện Vũ Thư.

## Lịch sử
Địa bàn xã Liên Hoa hiện nay trước đây vốn là hai xã Hoa Nam và Hoa Lư thuộc huyện Đông Hưng.
Trước khi sáp nhập, xã Hoa Lư có diện tích 3,30 km², dân số là 3.000 người, mật độ dân số đạt 909 người/km², gồm 5 thôn: An Bài, Kim Bôi, Lễ Nghĩa, Nguyên Lâm, Tân Lập.
Xã Hoa Nam có diện tích 3,18 km², dân số là 2.988 người, mật độ dân số đạt 940 người/km², có 4 thôn: An Lễ, Vạn Thắng, Chiến Thắng, Thống Nhất.
Ngày 11 tháng 2 năm 2020, Ủy ban Thường vụ Quốc hội ban hành Nghị quyết số 892/NQ-UBTVQH14 về việc sắp xếp các đơn vị hành chính cấp xã thuộc tỉnh Thái Bình (nghị quyết có hiệu lực từ ngày 1 tháng 3 năm 2020). Theo đó, sáp nhập toàn bộ diện tích và dân số của hai xã Hoa Nam và Hoa Lư thành xã Liên Hoa.

## Kinh tế
Kinh tế của xã đa phần là nông nghiệp trồng lúa, một số hộ kinh doanh thương mại, tiểu thủ công nghiệp.
Xã Liên Hoa có chợ Khô tại thôn Nguyên Lâm là đầu mối buôn bán quan trọng của các xã lân cận trong vùng. Chợ họp vào các ngày 1, 3, 7, 11, 13, 17, 21, 23, 27 âm lịch trong tháng, có nhiều hộ kinh doanh tập trung với các mặt hàng như đồ gỗ mĩ nghệ, đồ gia dụng, điện tử, tạp hóa, dược phẩm, xăng dầu, đồ khô, hàng mã, viễn thông, giày dép, quần áo...

## Di tích
Xã Liên Hoa có Khu di tích 1/5/1930 (thôn Nguyên Lâm) cùng nhiều chùa, đình làng là di tích lịch sử văn hóa: Chùa Vực (thôn Chiến Thắng) từng có gác chuông cao nhất vùng Tiên Hưng (ngày nay các xã lân cận vẫn quen gọi là Gác Chuông), chùa Si (thôn Thống Nhất) có cây si cổ thụ hàng trăm năm, chùa Phúc Lâm (Sư thầy Thích Đàm Tuyên - phó Ban Trị sự Giáo hội Phật giáo Việt Nam huyện Đông Hưng trụ trì) và đình An Lễ (thôn An Lễ), Chùa và đình làng Lựa (thôn Lễ Nghĩa), chùa An Bài (thôn An Bài), chùa Nguyên Lâm (thôn Nguyên Lâm), đình Vạn Thắng (thôn Vạn Thắng)...